# اونیدا الکترونیکس
اونیدا الکترونیکس (انگلیسی: Onida Electronics) شرکت لوازم خانگی هندی است، که در سال ۱۹۸۱ تأسیس شد.